# 角果木属
角果木属（学名：Ceriops）是红树科下的一个属，为灌木植物。该属共有2种，分布于印度、马来亚。